# Équipe du Malawi de hockey sur gazon
L'équipe du Malawi de hockey sur gazon est la sélection nationale du Malawi représentant le pays dans les compétitions internationales masculines de hockey sur gazon. 

## Palmarès

### Jeux olympiques
Le Malawi n'a jamais participé à un tournoi masculin de hockey sur gazon des Jeux olympiques.

### Coupe du monde
Le Malawi n'a jamais participé à la Coupe du monde.

### Jeux africains
- 1999 : 6e

### Coupe d'Afrique des nations
- 1989 :  3e